# Fome Zero

Logomarca do programa.

Fome Zero foi um programa criado em 2003, pelo governo federal brasileiro, durante o mandato de Luiz Inácio Lula da Silva, em substituição ao Programa Comunidade Solidária, que fora instituído pelo Decreto n. 1.366, de 12 de janeiro de 1995, durante o mandato de Fernando Henrique Cardoso, para o enfrentamento da fome e da miséria no país. Até dezembro de 2002, o Programa Comunidade Solidária esteve vinculado diretamente à Casa Civil da Presidência da República, e foi presidido pela então primeira-dama do país, Ruth Cardoso.
O Programa Fome Zero foi criado para combater a fome e as suas causas estruturais, que geram a exclusão social e para garantir a segurança alimentar dos brasileiros em três frentes: um conjunto de políticas públicas; a construção participativa de uma Política Nacional de Segurança Alimentar e Nutricional; e um grande mutirão contra a fome, envolvendo as três esferas de governo (federal, estadual e municipal) e todos os ministérios. 
De acordo com o site do programa, no Brasil em 2003 existiam 44 milhões de pessoas ameaçadas pela fome. O Programa Fome Zero consistia num conjunto de mais de 30 programas complementares dedicados a combater as causas imediatas e subjacentes da fome e da insegurança alimentar, implementados pelo ou com o apoio do governo federal.

## Conteúdo do programa
O programa é coordenado pelo Ministério do Desenvolvimento Social e Agrário e consiste numa estratégia governamental para garantir o direito a alimentos básicos. As iniciativas do programa vão desde a ajuda financeira às famílias mais pobres (com o cartão Bolsa Família) até a criação de cisternas no Sertão nordestino, passando pela construção de restaurantes populares, a instrução sobre hábitos alimentares, a distribuição de vitaminas e suplementos alimentares, o empréstimo de microcrédito para famílias mais pobres, entre outras.
Fome Zero é a maior iniciativa do governo federal para o combate à fome na história do país, mas programas similares de menor escala e alcance também já haviam sido implantados em governos anteriores.
A Organização das Nações Unidas para Alimentação e Agricultura (FAO) lançou, dia 16 de outubro de 2006, no Dia Mundial da Alimentação, o Programa América Latina e Caribe sem Fome 2025 que, segundo o representante da FAO no Brasil, José Tubino, é inspirado no programa brasileiro Fome Zero, adaptado para a realidade de cada país.
| “ | Muitos destes resultados concretos ainda não são reconhecidos pelos formadores de opinião pública no Brasil. Mesmo sendo documentados por meio de vários estudos e publicações governamentais, há uma ampla incompreensão sobre o continuado crescimento dos programas de segurança alimentar e nutricional do governo federal e a percepção de que tudo se concentra numa única iniciativa – o Bolsa Família . | ” |

## Críticas
Em 2003, David de Ferranti, o representante do Banco Mundial para a América Latina e o Caribe, criticou o programa, alegando a falta de um "objetivo claro" e também dizendo ao mesmo tempo que o governo "não combatia a pobreza e desigualdade social". Ele também criticou a doação de dinheiro, e a distribuição e recolhimento dos alimentos. Não obstante essas declarações de David de Ferranti, em fevereiro de 2003 a Diretoria do Banco Mundial aprovou o primeiro Empréstimo Programático de Reforma do Setor de Desenvolvimento Humano, no valor de US$ 505 milhões, para o Brasil, ocasião em que Vinod Thomas, Diretor do Banco Mundial para o Brasil, declarou: "O Brasil está fazendo uma das maiores experiências da história ao executar um programa social ousado, com responsabilidade social, num ambiente internacional extraordinariamente difícil. Este empréstimo é uma das diversas formas pelas quais o Banco Mundial apoia essas iniciativas".
Em março de 2005, Murilo Zauith, então deputado federal pelo PFL, afirmou que o programa era um "fracasso", citando a morte de várias crianças indígenas devido à má nutrição na cidade de Dourados, Mato Grosso do Sul, como exemplo. No entanto, o Ministro da Saúde disse que a média de crianças indígenas mortas estava dentro do normal. Um estudo encomendado pela instituição britânica Christian Aid chegou à constatação que "apesar do avanço no combate à miséria no Brasil, a desigualdade entre os mais ricos e os mais pobres ainda era uma das mais altas do mundo e a oportunidade de mobilidade social ainda era muito reduzida." No processo de revisão e ampliação dos programas sociais do governo federal, o programa Fome Zero acabou sendo incorporado pelo Bolsa Família. O Brasil só saiu do mapa da fome em 2014, durante o governo Dilma Rousseff.

## Logotipo
Em 31 de janeiro de 2003, a logomarca e o slogan "O Brasil que come ajudando o Brasil que tem fome" são lançadas pela Secretária de Comunicação do Governo de Luiz Inácio Lula da Silva como ambas da campanha do Programa Fome Zero.